# نادر زرتیا
نادر زرتیا (انگلیسی: Nadir Zortea؛ زادهٔ ۱۹ ژوئن ۱۹۹۹) بازیکن فوتبال اهل ایتالیا است.
از باشگاه‌هایی که در آن بازی کرده‌است می‌توان به باشگاه فوتبال آتالانتا اشاره کرد.